# 水野千春
水野 千春（みずの ちはる、1948年11月15日 - ）は、日本の女優。岐阜県出身。サイアン所属。

## 人物
アップスアカデミー出身。
身長160cm。体重60kg。
特技は名古屋弁、東濃弁、朗読、子供から老人までの声色、児童唱歌、シャンソン、演歌、ピアノ。
ピアノはピティナ・ピアノコンペティション賞を受賞しており、「萠の会音楽教室」代表兼ピアノ講師として活動している。

## 出演作品

### テレビドラマ
- 死役所 最終話（2019年12月19日、テレビ東京） - 寺井修斗の祖母
- 相棒 season18 第16話（2020年2月18日、テレビ朝日） - 田中千絵
- 暴太郎戦隊ドンブラザーズ（テレビ朝日）
  - ドン18話（2022年7月3日） - 老婆
  - ドン32話・49話（10月9日・2023年2月19日） - 大野の母
- ハヤブサ消防団 第2話（2023年7月20日、テレビ朝日） - 関正江

### 映画
- ウルヴァリン:SAMURAI（2013年、20世紀フォックス）
- レット・イット・ビー 〜怖いものは、やはり怖い〜（2023年5月、ARI Production） - 稲荷神社の老婆2 役
- ナンバーワン戦隊ゴジュウジャー 復活のテガソード（2025年7月25日、東映） - おばあちゃん 役

### オリジナルビデオ
- 暴太郎戦隊ドンブラザーズVSゼンカイジャー（2023年9月27日、東映ビデオ） - 大野の母

### 舞台
- 流流（1977年、劇団シアター・ウィークエンド） - 母
- ショーマハゴニー（1978年、音楽座ミュージカル） - 娼婦
- 小象のババール
  - （1982年） - 朗読
  - （2014年）※音楽劇
- 太平記（1984年、有心座） - 朗読
- 天の会
  - 僕に涙はいらない（1998年）
  - 楽屋（1999年） - 女優A
  - 貝の歌（2000年）
- 浅草ファンタジー（2002年、フリーパーズスタジオ） - 主演
- 名古屋キネマパラダイス（2003年） - 主演
- αの会プロデュース
  - オイデイ（2003年） - イヨカスタ
  - お世辞（2004年）
  - 希蹟（2005年） - 紫の上
- 女性だけの平成版シェークスピア「間違いの喜劇」（2005年） - イージオン
- 奴婢訓（2008年） - ナドリ
- オペレッタ「チャルダッシュの女王」（2010年） - アンヒルテ侯爵夫人
- 音楽劇「大和物語」 （2013年）
- 透き通った風と光と（2014年）
- 月と森のソネット（2015年） - 乳母
- ～惜別の夏～月光ソナタ（2016年） - ナレーション

### イベント
- ウクライナ チャリティーコンサート「日本の歌」（2012年）

### CM
- 東芝 レグザ「レグザブルーレイがあればよかった編」（2018年）
- アサヒ 「ディアナチュラ」（2018年）

### VP
- 国税庁 WEB-Tax-TV（2021年12月）